# 尖稃野大麦
尖稃野大麦（学名：Hordeum spontaneum var. ischnatherum）为禾本科大麦属下的一个变种。

## 扩展阅读
- 維基物種上的相關：尖稃野大麦